# 定舜
定舜（じょうしゅん、？ - 寛元2年3月5日（1244年4月13日））は、鎌倉時代中期の律宗の僧侶。字は来縁。

## 略歴
俗姓は不詳。泉涌寺の俊芿の高弟で律書に詳しく、泉涌寺の第三世長老となった。嘉禎3年（1237年）、前年に自誓受戒を行った4名の僧侶（覚盛・叡尊・円晴・有厳）の招聘を受けて、奈良の海龍王寺などで3か月にわたって戒律・布薩・食堂の作法などを講義した。これによって、泉涌寺と南都の大寺院における戒律復興の運動との交流が生まれた。寛元2年（1244年）に泉涌寺にて没したが、享年は不詳。